# Dimítrios Chondrokoúkis
Dimítrios Chondrokoúkis (parfois sans le C initial, en grec moderne : Δημήτριος Χονδροκούκης, né le 26 janvier 1988 à Maroússi) est un athlète grec puis chypriote, spécialiste du saut en hauteur.

## Carrière

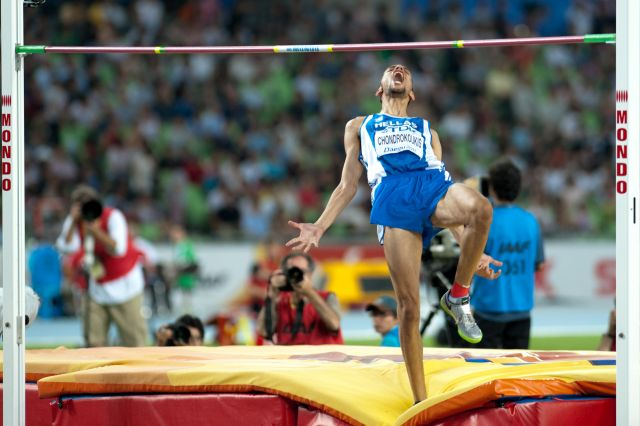

Douzième des Championnats du monde cadets de 2005, et sixième des Championnats du monde juniors de 2006, Dimítrios Hondrokoúkis se classe cinquième des Championnats d'Europe en salle 2011 de Paris-Bercy en effaçant une barre à 2,29 m. Il remporte fin juin à Izmir le concours de la hauteur des Championnats d'Europe par équipes de la première ligue (2e division) et franchit pour la première fois de sa carrière les 2,30 m en réalisant 2,32 m.
Il refranchit cette barrière le 11 mars 2012 à Istanbul lors des Championnats du monde en salle qu'il remporte aisément en effaçant une barre à 2,33 m à son premier essai. Il devance au nombre d'essais le Russe Andrey Silnov.
Le 26 juillet 2012, il est exclu des Jeux olympiques de Londres à la suite d'un contrôle antidopage positif aux stéroïdes lors des Championnats d'Europe précédents.
En 2013, il annonce qu'il concourra désormais avec la nationalité chypriote, nationalité qu'il a obtenue par sa mère, née à Chypre.
Pour sa première année sous l'équipe de Chypre, Chondrokoukis égale le record national de Kyriákos Ioánnou (2,32 m en 2008) le 13 février 2015 mais ne confirme pas cette mesure en plein air, avec seulement 2,26 m à Limassol en juin 2015. Néanmoins il est sélectionné pour les Championnats du monde de Pékin sur la base de cette mesure en salle. En qualifications de ces championnats, il franchit 2,31 m au dernier essai et se qualifie pour la finale où il se classe finalement 11e (2,25 m).
Le 10 juillet 2016, il se classe 7e des Championnats d'Europe d'Amsterdam avec 2,24 m.

## Palmarès
| Date                  | Compétition                       | Lieu                  | Résultat              | Marque                |
| Représentant la Grèce | Représentant la Grèce             | Représentant la Grèce | Représentant la Grèce | Représentant la Grèce |
| --------------------- | --------------------------------- | --------------------- | --------------------- | --------------------- |
| 2005                  | Championnats du monde cadets      | Marrakech             | 12e                   | 2,04 m                |
| 2006                  | Championnats du monde juniors     | Pékin                 | 6e                    | 2,19 m                |
| 2011                  | Championnats d'Europe en salle    | Paris                 | 5e                    | 2,29 m                |
| 2011                  | Championnats d'Europe par équipes | Izmir                 | 1er                   | 2,32 m                |
| 2011                  | Championnats du monde             | Daegu                 | 5e                    | 2,32 m                |
| 2011                  | Ligue de diamant                  | Ligue de diamant      | 3e                    | détails               |
| 2012                  | Championnats du monde en salle    | Istanbul              | 1er                   | 2,33 m                |
| Représentant Chypre   |                                   |                       |                       |                       |
| 2015                  | Championnats d'Europe en salle    | Prague                | qual.                 | 2,19 m                |
| 2015                  | Championnats des Balkans          | Pitești               | 1er                   | 2,24 m                |
| 2015                  | Championnats du monde             | Pékin                 | 11e                   | 2,25 m                |
| 2016                  | Championnats d'Europe             | Amsterdam             | 7e                    | 2,24 m                |
| 2016                  | Jeux olympiques                   | Rio de Janeiro        | 12e                   | 2,25 m                |

## Records
| Épreuve         | Épreuve      | Performance | Lieu                    | Date                                                         |
| --------------- | ------------ | ----------- | ----------------------- | ------------------------------------------------------------ |
| Saut en hauteur | En plein air | 2,32 m      | Izmir Daegu Zurich Doha | 18 juin 2011 1er septembre 2011 8 septembre 2011 11 mai 2012 |
| Saut en hauteur | En salle     | 2,33 m      | Istanbul                | 11 mars 2012                                                 |